# Temple Grandin
Temple Grandin (ur. 29 sierpnia 1947 w Bostonie w stanie Massachusetts w USA) – doktor zootechniki oraz profesor na Colorado State University, autorka bestsellerów, konsultant przemysłu mięsnego ds. zachowania zwierząt (np.  w warunkach chowu). Jest działaczką na rzecz osób w spektrum autyzmu oraz praw zwierząt.

## Dzieciństwo i diagnoza autyzmu
Grandin urodziła się w Bostonie w stanie Massachusetts. Została zdiagnozowana jako osoba z autyzmem w 1950. Będąc dwulatką była zaklasyfikowana jako cierpiąca na uszkodzenie mózgu. Prawidłową diagnozę postawiono później. Miała trudności ze znalezieniem pomocy u specjalistów.

## Edukacja
Po ukończeniu Hampshire Country School, szkoły z internatem dla dzieci uzdolnionych w Rindge w Nowym Hampshire w 1960, poszła do college'u. Zdobyła tytuł licencjata z psychologii na Franklin Pierce College (również w Rindge) w 1970, magistra z zoologii na Arizona State University w 1975 i doktora w tej samej dziedzinie na University of Illinois w 1989 roku. Zbudowała „maszynę do ściskania”.

## Popularność w mediach i działalność publiczna
Grandin stała się sławna po tym, kiedy została opisana przez Olivera Sacksa w tytułowym opowiadaniu jego książki An Anthropologist on Mars. Tytuł jest zaczerpnięty z opisu odczuć Grandin pośród ludzi neurotypowych. Była gościem wielu programów telewizyjnych w Stanach. Zaangażowała się w propagowanie wiedzy o autyzmie oraz humanitarne traktowanie zwierząt rzeźnych. Projektuje specjalne urządzenia do humanitarnego uboju zwierząt. Publikuje na ten temat. W 2010 wyprodukowano film biograficzny Temple Grandin.

## Książki wydane w Polsce
- Mózg autystyczny. Podróż w głąb niezwykłych umysłów, Copernicus Center Press, Kraków 2016, ISBN 978-83-7886-210-9
- Myślenie obrazami oraz inne relacje z życia z autyzmem, Fraszka Edukacyjna, Warszawa 2006, ISBN 83-88839-33-0 ISBN 978-83-88839-33-7
- Byłam dzieckiem autystycznym, Wydawnictwo Naukowe PWN, Warszawa - Wrocław 1995, ISBN 83-01-11560-2
- Zrozumieć zwierzęta. Wykorzystywanie tajemnic autyzmu do rozszyfrowania zachowań zwierząt., wraz z Catherine Johnson, Media Rodzina, Poznań 2011, ISBN 978-83-7278-524-4
- Zwierzęta czynią nas ludźmi. wraz z Catherine Johnson, Media Rodzina, Poznań 2011, ISBN 978-83-7278-525-1
- Rozwiń swoją wyobraźnię. Myśl i twórz jak wynalazca, Wydawnictwo Insignis, Kraków 2018, ISBN 978-83-66071-47-6